# As-Sachina
As-Sachina (arab. ‏الساخنة‎) – nieistniejąca już arabska wieś, która była położona w Dystrykcie Beisan w Mandacie Palestyny. Została wyludniona i zniszczona podczas wojny domowej w Mandacie Palestyny, po ataku sił żydowskiej Hagany w dniu 12 maja 1948.

## Położenie
As-Sachina leżała w centralnej części Doliny Bet Sze’an. Wieś była położona w depresji rzeki Jordan na wysokości -95 metrów p.p.m., w odległości 3 kilometrów na zachód od miasta Beisan. Według danych z 1945 do wsi należały ziemie o powierzchni 640 ha. We wsi mieszkało wówczas 820 osób (w tym 290 Żydów).
| własność gruntów | powierzchnia gruntów (hektary) |
| ---------------- | ------------------------------ |
| Arabowie         | 108,8                          |
| Żydzi            | 498,5                          |
| publiczne        | 32,7                           |
| Razem            | 640                            |

| Rodzaj użytkowanych gruntów | Arabowie (hektary) | Żydzi (hektary) |
| --------------------------- | ------------------ | --------------- |
| uprawy nawadniane           | 82,8               | 376,1           |
| uprawy zbóż                 | 30,7               | 116,4           |
| zabudowane                  | -                  | 6               |
| nieużytki                   | 28                 | -               |

## Historia
W okresie panowania Brytyjczyków As-Sachina była niewielką wsią, której mieszkańcy utrzymywali się z upraw zbóż.

Przyjęta 29 listopada 1947 roku Rezolucja Zgromadzenia Ogólnego ONZ nr 181 przyznała te tereny państwu żydowskiemu. Podczas wojny domowej w Mandacie Palestyny, w dniu 12 maja 1948 roku wieś zajęli żydowscy żołnierze Hagany (Brygada Golani). Mieszkańców wysiedlono, a wszystkie domy wyburzono.

## Miejsce obecnie
Teren wioski As-Sachina pozostaje opuszczony, jednak jej pola uprawne zajął sąsiedni kibuc Nir Dawid. Palestyński historyk Walid Chalidi, tak opisał pozostałości wioski As-Sachina: „Brak fizycznych dowodów umożliwiających zidentyfikowanie, że w tym miejscu była wieś. Cały teren jest zaorany i zamieniony w pola uprawne”.